# Ривица
Ривица је насеље у Србији у општини Ириг у Сремском округу смештено у западном делу иришке општине. Први пут се помиње 1284. године, а као насеље 1702. године. Као и у већини других војвођанских села, становништво константно опада. Према попису из 2022. било је 532 становника. У центру насеља налази се православна црква, једна од најстаријих у Срему.
Од 1995. године у овом селу се одржавају „Дани бостана“. Од 2002. се одржавају Дани вина у Ривици.
Овде се налазе Воденица у Ривици, Црква Светог великомученика Георгија у Ривици и Црква Светог пророка Илије у Ривици.

## Други светски рат
У иришком срезу усташе су порушиле цркву у Ривици.

## Демографија
У насељу Ривица живи 535 пунолетних становника, а просечна старост становништва износи 43,2 година (40,9 код мушкараца и 45,5 код жена). У насељу има 224 домаћинства, а просечан број чланова по домаћинству је 2,93.
Ово насеље је углавном насељено Србима (према попису из 2002. године).
|  |

| Демографија | Демографија | Демографија |
| Година      | Становника  | Становника  |
| ----------- | ----------- | ----------- |
| 1948.       | 797         |             |
| 1953.       | 819         |             |
| 1961.       | 800         |             |
| 1971.       | 743         |             |
| 1981.       | 674         |             |
| 1991.       | 633         | 623         |
| 2002.       | 657         | 669         |

| Етнички састав према попису из 2002.‍ | Етнички састав према попису из 2002.‍ | Етнички састав према попису из 2002.‍ | Етнички састав према попису из 2002.‍ | Етнички састав према попису из 2002.‍ |
| ------------------------------------ | ------------------------------------ | ------------------------------------ | ------------------------------------ | ------------------------------------ |
|                                      |                                      |                                      |                                      |                                      |
| Срби                                 | Срби                                 |                                      | 568                                  | 86,45%                               |
| Роми                                 | Роми                                 |                                      | 19                                   | 2,89%                                |
| Хрвати                               | Хрвати                               |                                      | 2                                    | 0,30%                                |
| Црногорци                            | Црногорци                            |                                      | 1                                    | 0,15%                                |
| Украјинци                            | Украјинци                            |                                      | 1                                    | 0,15%                                |
| Македонци                            | Македонци                            |                                      | 1                                    | 0,15%                                |
| непознато                            | непознато                            |                                      | 38                                   | 5,78%                                |

| Година пописа     | 1948. | 1953. | 1961. | 1971. | 1981. | 1991. | 2002. |
| ----------------- | ----- | ----- | ----- | ----- | ----- | ----- | ----- |
| Број домаћинстава | 210   | 207   | 221   | 211   | 225   | 216   | 224   |

| Број чланова      | 1  | 2  | 3  | 4  | 5  | 6 | 7 | 8 | 9 | 10 и више | Просек |
| ----------------- | -- | -- | -- | -- | -- | - | - | - | - | --------- | ------ |
| Број домаћинстава | 38 | 67 | 43 | 43 | 19 | 9 | 5 | 0 | 0 | 0         | 2,93   |

| Пол    | Укупно | Неожењен/Неудата | Ожењен/Удата | Удовац/Удовица | Разведен/Разведена | Непознато |
| ------ | ------ | ---------------- | ------------ | -------------- | ------------------ | --------- |
| Мушки  | 273    | 66               | 183          | 10             | 10                 | 4         |
| Женски | 291    | 43               | 179          | 64             | 4                  | 1         |
| УКУПНО | 564    | 109              | 362          | 74             | 14                 | 5         |

| Пол    | Укупно                    | Пољопривреда, лов и шумарство | Рибарство                            | Вађење руде и камена | Прерађивачка индустрија       |
| ------ | ------------------------- | ----------------------------- | ------------------------------------ | -------------------- | ----------------------------- |
| Мушки  | 137                       | 93                            | 0                                    | 0                    | 10                            |
| Женски | 92                        | 66                            | 0                                    | 0                    | 10                            |
| УКУПНО | 229                       | 159                           | 0                                    | 0                    | 20                            |
| Пол    | Производња и снабдевање   | Грађевинарство                | Трговина                             | Хотели и ресторани   | Саобраћај, складиштење и везе |
| Мушки  | 2                         | 6                             | 9                                    | 0                    | 5                             |
| Женски | 0                         | 1                             | 7                                    | 0                    | 0                             |
| УКУПНО | 2                         | 7                             | 16                                   | 0                    | 5                             |
| Пол    | Финансијско посредовање   | Некретнине                    | Државна управа и одбрана             | Образовање           | Здравствени и социјални рад   |
| Мушки  | 0                         | 2                             | 1                                    | 0                    | 1                             |
| Женски | 0                         | 0                             | 3                                    | 2                    | 2                             |
| УКУПНО | 0                         | 2                             | 4                                    | 2                    | 3                             |
| Пол    | Остале услужне активности | Приватна домаћинства          | Екстериторијалне организације и тела | Непознато            | Непознато                     |
| Мушки  | 2                         | 0                             | 0                                    | 6                    | 6                             |
| Женски | 1                         | 0                             | 0                                    | 0                    | 0                             |
| УКУПНО | 3                         | 0                             | 0                                    | 6                    | 6                             |